# Финансовый цикл
Финансовый цикл — это период времени, в течение которого компания генерирует денежные средства от своей операционной деятельности, использует их для погашения долгов и реинвестирования в свой бизнес, а затем снова начинает генерировать денежные средства.
Финансовый цикл состоит из двух основных этапов:
- Операционный цикл — это период времени, в течение которого компания производит товары или услуги, продаёт их и получает за них деньги.

- Инвестиционный цикл — это период времени, в течение которого компания использует денежные средства, полученные от операционной деятельности, для погашения долгов и реинвестирования в свой бизнес.

Длительность финансового цикла
Длительность финансового цикла зависит от ряда факторов, в том числе от отрасли, в которой работает компания, от её бизнес-модели и от её политики управления денежными средствами.
Операционный цикл
Операционный цикл начинается с момента, когда компания начинает производство товаров или услуг. Затем компания продаёт эти товары или услуги и получает за них деньги. Длительность операционного цикла зависит от следующих факторов:
- Время, необходимое для производства товаров или услуг. Это зависит от сложности товаров или услуг, объёма производства и эффективности производства.
- Время, необходимое для доставки товаров или услуг покупателям. Это зависит от расстояния, которое необходимо преодолеть, и от эффективности логистики.

Время, необходимое для получения оплаты от покупателей. Это зависит от условий оплаты, которые компания предлагает своим покупателям.
Инвестиционный цикл
Инвестиционный цикл начинается с момента, когда компания использует денежные средства, полученные от операционной деятельности, для погашения долгов и реинвестирования в свой бизнес. Длительность инвестиционного цикла зависит от следующих факторов:
- Объём долгов, которые компания должна погасить. Это зависит от структуры капитала компании и от её долговой нагрузки.

- Объём инвестиций, которые компания планирует осуществить. Это зависит от стратегии компании и от её потребностей в развитии.

Значение финансового цикла
- Финансовый цикл является важным показателем для оценки финансовой устойчивости компании. Чем короче финансовый цикл, тем лучше для компании. Это означает, что компания быстрее генерирует денежные средства, которые она может использовать для погашения долгов и реинвестирования в свой бизнес.
- Короткий финансовый цикл также может указывать на то, что компания имеет более эффективную операционную деятельность. Это означает, что компания тратит меньше времени и денег на производство и продажу товаров или услуг.

Управление финансовым циклом
Компании могут управлять своим финансовым циклом, чтобы улучшить свою финансовую устойчивость. Для этого компании могут:
- Сокращать время, необходимое для производства товаров или услуг. Это можно сделать путём внедрения новых технологий, оптимизации процессов производства и повышения эффективности использования ресурсов.
- Ускорять доставку товаров или услуг покупателям. Это можно сделать путём улучшения логистики и оптимизации цепочки поставок.
- Ускорять получение оплаты от покупателей. Это можно сделать путём внедрения новых методов оплаты, таких как электронные платежи и платежи по счёту.
- Погашать долги быстрее. Это можно сделать путём рефинансирования долгов или путём увеличения объёма продаж.

- Реинвестировать денежные средства в свой бизнес более эффективно. Это можно сделать путём выбора правильных проектов и инвестиций.

| Показатель                                              | Описание | Формула                | Значение |
| ------------------------------------------------------- | --- | ---------------------- | --- |
| Финансовый цикл                                         | Период времени между оплатой кредиторской задолженности фирмой до возврата уже ей самой дебиторской задолженности. Он измеряется в днях. | Тфц = Тоц — Токдз      | Отрицательное значение означает, что фирма использует кредиторскую задолженность для финансирования оборотного капитала. Положительное значение означает, что фирма использует собственные денежные средства для финансирования оборотного капитала. |
| Операционный цикл                                       | Период времени между приобретением сырья и материалов и получением денежных средств от продажи готовой продукции. Он измеряется в днях.  | Тоц = Добс + Дпр + Дсб | Добс — период оборачиваемости запасов; Дпр — период оборачиваемости дебиторской задолженности; Дсб — период оборачиваемости кредиторской задолженности.                                                                                              |
| Длительность оборачиваемости запасов                    | Количество дней, за которое запасы превращаются в дебиторскую задолженность.                                                             | Добс = Ср / Вр         | Ср — средняя стоимость запасов; Вр — объём продаж |
| Длительность оборачиваемости дебиторской задолженности  | Количество дней, за которое дебиторская задолженность превращается в денежные средства.                                                  | Дпр = Дб / Вр          | Дб — дебиторская задолженность; Вр — объём продаж. |
| Длительность оборачиваемости кредиторской задолженности | Количество дней, за которое кредиторская задолженность превращается в денежные средства.                                                 | Дсб = Кз / Вр          | Кз — кредиторская задолженность; Вр — объём продаж. |

Дополнительная информация
- Финансовый цикл также можно назвать циклом денежных средств или оборотным циклом.
- Финансовый цикл может быть положительным или отрицательным. Положительный финансовый цикл означает, что компания генерирует денежные средства быстрее, чем тратит их. Отрицательный финансовый цикл означает, что компания тратит денежные средства быстрее, чем генерирует их.
- Компании с коротким финансовым циклом имеют преимущество перед компаниями с длинным финансовым циклом. Компании с коротким финансовым циклом более устойчивы к финансовым трудностям и могут быстрее расти.

Финансовые показатели, связанные с финансовым циклом
Компании могут использовать следующие финансовые показатели для оценки своего финансового цикла:
- Длительность операционного цикла — это период времени, в течение которого компания генерирует денежные средства от продаж.
- Длительность инвестиционного цикла — это период времени, в течение которого компания использует денежные средства, полученные от операционной деятельности, для погашения долгов и реинвестирования в свой бизнес.
- Длительность финансового цикла — это сумма длительности операционного и инвестиционного циклов.